# Nové Město na Moravě
Nové Město na Moravě (tyska: Neustadtl in Mähren) är en stad i regionen Vysočina i södra Tjeckien. Per den 1 januari 2016 hade staden 10 120 invånare.

## Sport och fritid
Platsen är berömd som vintersportort, där det bland annat hållits deltävlingar i längdåkningens Tour de Ski samt Europacupen i skidskytte. Europamästerskapen i skidskytte 2008 arrangerades i Nové Město na Moravě, staden har också arrangerat juniorvärldsmästerskapen i skidskytte 2011, världsmästerskapen i skidskytte 2013 och världsmästerskapen i skidskytte 2024.